# USS LST-219
O USS LST-219 foi um navio de guerra norte-americano da classe LST que operou durante a Segunda Guerra Mundial.